# Alexeni (okręg Gorj)
Alexeni – wieś w Rumunii, w okręgu Gorj, w gminie Stănești. W 2011 roku liczyła 212 mieszkańców.